# Píer
Píer (en grec antic Πίερος), va ser, segons la mitologia grega, l'heroi epònim de la ciutat de Pièria, a Tràcia. Se'l considera pare de les Pièrides, nou joves que van voler rivalitzar amb les Muses.
Era fill de Macèdon i germà d'Amat. Va introduir el culte de les Muses al seu país. Algunes vegades se'l fa pare de Linos, o bé d'Eagre, i llavors seria avi d'Orfeu. Una altra tradició diu que era fill de Magnes i de l'oceànide Melibea. Va ser amant de la musa Clio, amb la que va tenir un fill, Jacint. Afrodita li havia inspirat un amor apassionat per la musa, ja que Píer havia ridiculitzat l'amor de la deessa pel bell Adonis.